# Trupa Catană
Trupa Catană este o trupă de acrobați la basculă, care a câștigat în ianuarie 2008, premiul Clovnul De Argint, la Festivalul de circ de la Monte Carlo.
Trupa este formată din Mario Catană, Lucian Hajdu, Ioan Strâmbeanu, George Turcescu, Virgil Băjănaru, Bogdan Popescu, Dana Diaconu, Mihaela Catană și Katy Anghel.